# Elmar Eggert
Elmar Christoph Eggert (* 22. Dezember 1970 in Münster) ist ein deutscher Romanist. Er hat seit 2013 den Lehrstuhl für romanische Sprachwissenschaft an der Christian-Albrechts-Universität zu Kiel inne.

## Leben
Er besuchte von 1981 bis 1990 das Collegium Johanneum in Ostbevern und studierte von 1990 bis 1998 romanische Philologie (Französisch und Spanisch) sowie Politikwissenschaft an der Universität Münster. Er erwarb 1994 an der Universität Lille III eine maîtrise de lettres modernes (Schwerpunkt Linguistik), 1998 an der Universität Münster den Magister Artium. Seine binationale Promotion an der Universität Tours und der Universität Münster schloss er 2002 mit einer von Horst Geckeler und Denis Maurel betreuten Arbeit über Regeln bei der Ableitung von Einwohnerbezeichnungen (gentilés) von französischen Ortsnamen ab, die mit der Bestnote (très honorable avec félicitations) bewertet wurde. 
Von 2003 bis 2008 war Eggert wissenschaftlicher Assistent am Lehrstuhl von Franz Lebsanft an der Ruhr-Universität Bochum. Dort schloss er 2010 seine Habilitation mit der Schrift „Die Eigenschaften der Dinge“. Zur Übernahme und Entwicklung der fachlichen Texttradition der Enzyklopädie im kastilischen Spätmittelalter ab und erhielt die Lehrbefähigung für Romanische Philologie. Es folgten Lehrstuhlvertretungen an der Goethe-Universität Frankfurt am Main (2009/10), in Bochum (2010/11) und an der Ruprecht-Karls-Universität Heidelberg (2011/12). Seit 2013 lehrt er als Nachfolger von Harald Thun romanische Sprachwissenschaft an der Christian-Albrechts-Universität zu Kiel.
Seine Forschungsschwerpunkte sind Sprachkultur und Sprachpolitik, spanische und französische Sprachgeschichte, Diskurstraditionen, Übersetzungstheorie und Morphologie.

## Schriften (Auswahl)
- Bisontins ou Besançonnais? A la recherche des règles pour la formation des gentilés pour une application au traitement automatique. Tübingen 2005, ISBN 3-8233-6100-7.
- mit Gero Arnscheidt, Claire-Marie Jeske, Rosamna Pardellas, Stefanie Zaun und Christian Zwink (Hrsg.): Enthüllen – Verhüllen. Text und Sprache als Strategie. Beiträge zum 19. Forum Junge Romanistik. Bonn 2004, ISBN 3-86143-153-X.
- mit Christoph-Oliver Mayer und Susanne Gramatzki (Hrsg.): Scientia valescit. Zur Institutionalisierung von kulturellem Wissen in romanischem Mittelalter und Früher Neuzeit. München 2009, ISBN 978-3-89975-176-5.
- mit Michael Bernsen und Angela Schrott (Hrsg.): Historische Sprachwissenschaft als philologische Kulturwissenschaft. Festschrift für Franz Lebsanft zum 60. Geburtstag. Göttingen 2015, ISBN 3-8471-0447-0.